# Волков, Николай Александрович (контр-адмирал)
Никола́й Алекса́ндрович Во́лков (7 ноября 1870, Псковская губерния — 8 марта 1954, Лондон) — российский военный моряк, контр-адмирал свиты Его Величества, флигель-адъютант, последний императорский военно-морской агент в Великобритании. Сын учёного и художника Александра Николаевича Волкова-Муромцева, зять Обер-гофмейстера, генерала от кавалерии Николая Антоновича Скалон; муж фрейлины Александры Фёдоровны и Великой княжны Марии Николаевны Веры Николаевны Скалон; отец русской белоэмигрантки, осуждённой в Великобритании за шпионаж в пользу нацистской Германии Анны Николаевны Волковой.

## Биография
Родился в небольшом имении «Сычёво» Дегожской волости, Порховского уезда, что в Псковской губернии, принадлежавшем отцу. Отец смолоду предпочитал жить за границей, где и женился (его избранницей стала подданная Великобритании Элис Гор (Alice Gore)), поэтому вскоре после рождения ребёнка семья переехала в Германию. В возрасте 5-ти лет мальчик оказался в Одессе, где отец — ботаник по образованию — занял кафедру физиологии растений в местном университете. Как оказалось, это было ненадолго, и в 1880 году, увлёкшись живописью, отец окончательно переехал за границу. Он поселился в Венеции, где юноша и завершил среднее образование.
Вернувшись в Санкт-Петербург, 15 сентября 1885 года Николай поступил в Морской кадетский корпус. В службу вступил 14 сентября 1888 года и через 3 года был выпущен мичманом в 8-й флотский экипаж. Правда через несколько дней экипаж был расформирован, и Волкова перевели в 9-й экипаж.
Кампанию 1892 г. провёл в плавании по Балтийскому морю под командованием капитана 1-го ранга М. Г. Веселаго на броненосце «Пётр Великий». В октябре 1892 года отправился в плавание на крейсере «Разбойник» под командованием капитана 2-го ранга князя П. П. Ухтомского.

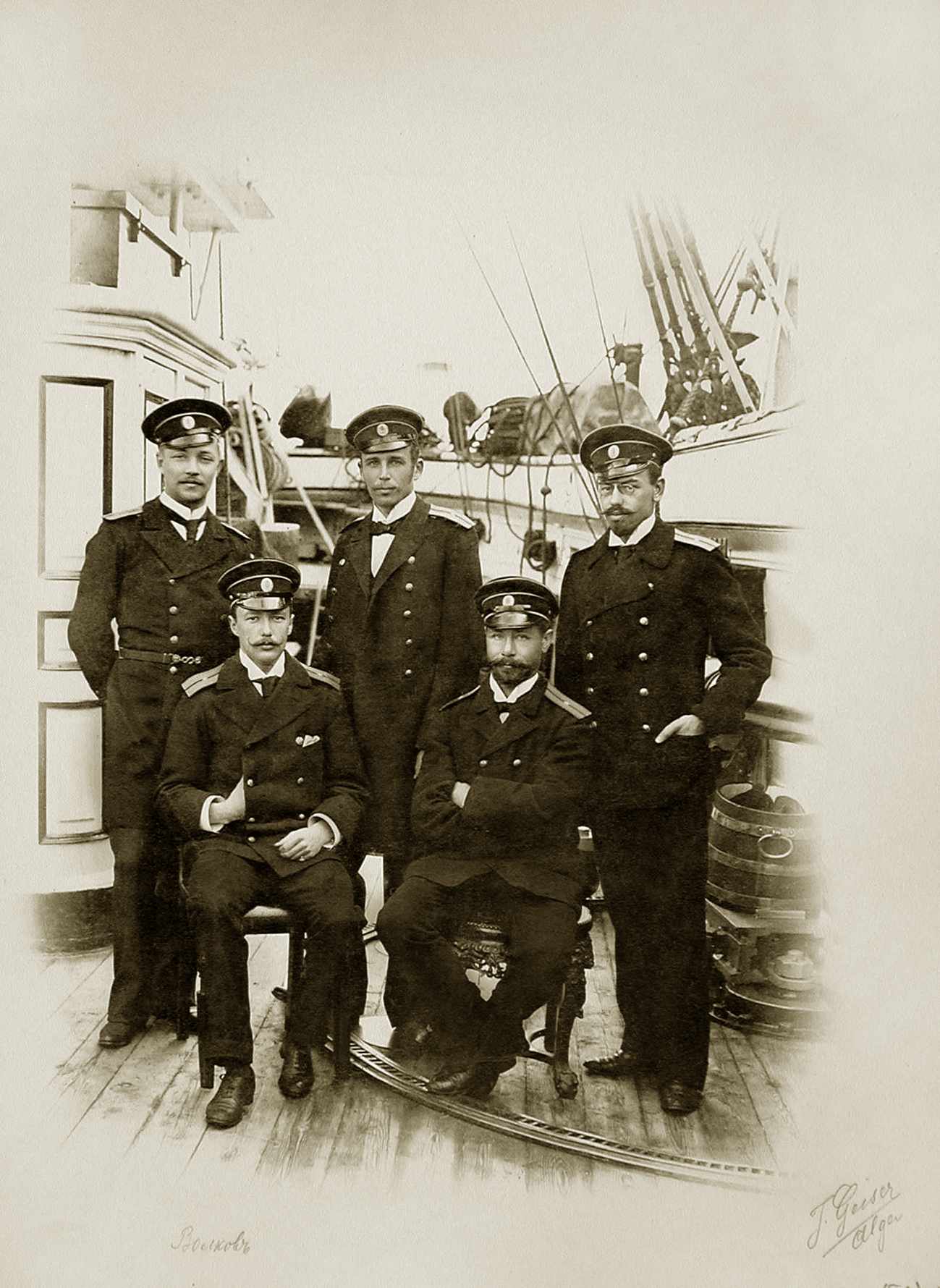
Мичман Н. А. Волков (сидит слева) на крейсере «Разбойник». Справа — мичман К. Ф. Шульц.

Весь путь до Владивостока составил 7,5 месяцев. П. П. Ухтомский вёл крейсер не через Суэцкий канал, а вокруг Африки, обогнув мыс Доброй Надежды, и далее через Индийский океан, где экипаж выстоял против жесточайшего шторма. По пути «Разбойник» зашёл в порт Дарвин на севере Австралии. Здесь офицеры корабля выполнили ряд гидрологических исследований. 19 июня 1893 г. корабль бросил якоря во Владивостоке, войдя в состав Первой Тихоокеанской эскадры вице-адмирала С. П. Тыртова[уточнить]. По пути из Нагасаки во Владивосток у порта Лазарева (восточное побережье Кореи) экипаж «Разбойника» принял участие в операции по спасению севшего на камни крейсера «Витязь». Спасти легендарный корвет не удалось.
Вместе с Первой Тихоокеанской эскадрой и в одиночку «Разбойник» совершал плавания по Японскому и Охотскому морям.
21 мая 1894 года Волков был временно переведён на прибывший во Владивосток крейсер «Адмирал Нахимов», на котором оставался до февраля 1895 года. В эти месяцы особенно обострились отношения между Японией и Китаем. Дело дошло до прямого военного конфликта, и вице-адмирал С. П. Тыртов, дабы умерить пыл Японии, устроил демонстрацию своих сил. Флаг командующего он держал на крейсере «Адмирал Нахимов».
12 февраля 1895 г. Волков возвратился на «Разбойник», которым теперь командовал капитан 2-го ранга П. В. Коссович. Вскоре крейсер вышел в обратный путь на Балтику. На это раз шли коротким маршрутом через Суэцкий канал и Средиземное море с заходом в Пирей. В мае 1896 года крейсер вернулся в Кронштадт, где Волков узнал о присвоении ему звания лейтенанта. Летнюю кампанию того же года он провёл вахтенным начальником в плавании по Финскому заливу на миноносце № 105, в сентябре в той же должности на крейсере «Азия», а по окончании кампании, 26 сентября 1896 г. был прикомандирован в Военно-морской учёный отдел Главного Морского штаба для учёбы.
Занятия вскоре пришлось прервать. 6 января следующего года Волков был утверждён флаг-офицером к младшему флагману Первой Тихоокеанской эскадры на крейсер «Память Азова» и срочно выехал поездом на Дальний Восток. В должность вступил 6 марта 1897 г. Под командованием капитана 1-го ранга А. А. Вирениуса плавал на «Памяти Азова» до августа следующего года, когда был назначен флаг-офицером командующего Первой Тихоокеанской эскадрой. В этой должности до августа 1899 г. плавал на крейсерах «Россия» и «Владимир Мономах», после чего поездом вернулся в Петербург.

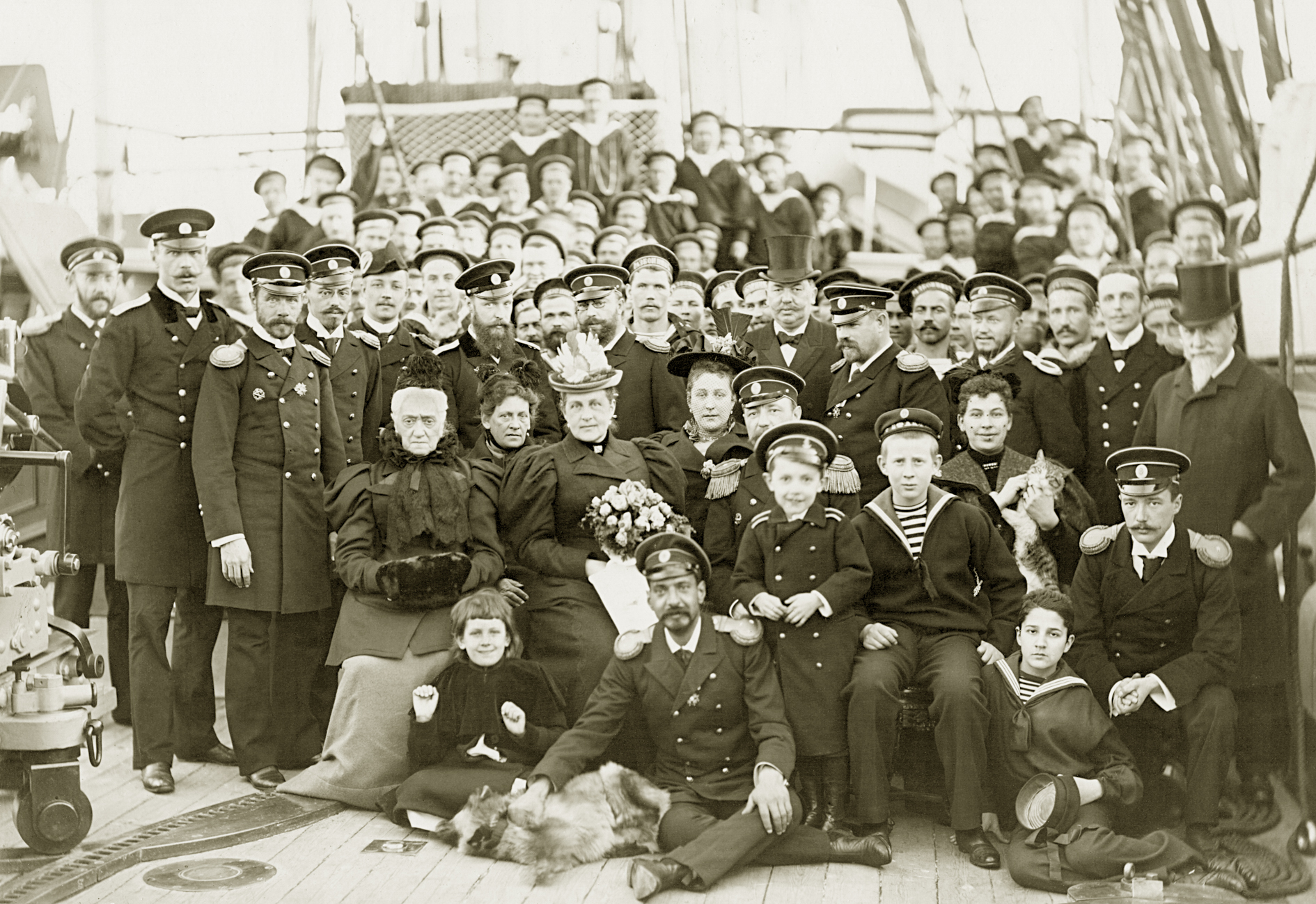
Королева эллинов великая княжна Ольга Константиновна (в центре) на борту крейсера «Разбойник». Н. А. Волков справа, в первом ряду. Пирей, 1895 г.

В январе 1900 года Волков получил назначение адъютантом великого князя генерал-адмирала Алексея Александровича с прикомандированием в Гвардейский экипаж. Летние кампании 1900—1905 гг. провёл в плавании на яхте великого князя «Стрела» сначала вахтенным офицером, а затем заведующим катером «Ким». Обычно яхта использовалась как посыльное судно, и дальше Ревеля великий князь на ней не ходил.
С 1905 по 1908 г. в послужном листе Н. А. Волкова пробел. Есть информация, что он выезжал за границу для лечения. Только 15 декабря 1908 г. он получил назначение сначала старшим офицером канонерской лодки «Хивинец», а с 5 октября 1909 года — командиром яхты «Нева». 6 декабря 1909 г. Н. А. Волкову пожаловано звание флигель-адъютанта с оставлением в занимаемой должности.
После небольшого перерыва на учёбу (с 1 октября по 22 ноября 1910 года) в Военно-морском отделе Николаевской Морской академии продолжил службу на «Хивинце» уже в качестве её командира.
С сентября 1906 г. канонерская лодка «Хивинец» находилась в составе международных миротворческих сил на острове Крит, где в течение очень долгих лет не утихал конфликт между турецкими и греческими общинами. По этой причине служба на «Хивинце» во многом была сопряжена с дипломатической деятельностью. В июне 1912 года по особому разрешения турецких властей Волков перевёл «Хивинец» в Чёрное море и прибыл в Севастополь. Здесь он поставил корабль в док для ремонта, после чего сдал его новому начальнику и выехал в Петербург.
5 августа 1912 г. Волков получил очередное назначение — флаг-капитаном штаба начальника бригады линейных кораблей Балтийского моря. В этой должности находился на линейных кораблях «Цесаревиче» и «Андрее Первозванном».
Последнее назначение — военно-морским агентом в Великобританию — Н. А. Волков получил 25 июля 1913 года. Обычно военно-морскими агентами офицеры отправлялись на 2 года, но после начала Первой мировой войны командование сочло правильным оставить его в этой должности до окончания военных действий. Главной его задачей в годы войны стала организация военных поставок из Великобритании в северные порты Российской империи. Оценка его деятельности была достаточно высокой. 30 июля 1916 г. ему было присвоено звание контр-адмирала (старшинство с 30.07.1917 г.) с зачислением в Свиту Его Императорского Величества (возможно, последнее подобное назначение императора Николая II).
Всё закончилось Февральской и Октябрьской революциями. Некоторое время Н. А. Волков представлял в Лондоне военно-морские силы белых, затем недолго (до 1921 г.) находился на службе в Адмиралтействе Великобритании. Есть сведения[где?], что в 1919 г. Н. А. Волков был членом Особого совещания по эксплуатации союзниками Русского флота.
Еще до Октябрьской революции в Великобританию приехала его семья. Родители проживали в Венеции.
Вскоре Волков обзавёлся собственным делом. Популярный в среде эмигрантов небольшой русский ресторан на Харрингтон-роуд в центре Лондона позволял вести весьма достойную жизнь. По крайней мере, Н. А. Волков снимал квартиру в Кенсингтоне — одном из самых дорогих районов британской столицы. Одновременно Н. А. Волков возглавлял Общество русских морских офицеров, являясь к тому же и почётным членом Общества офицеров Российского императорского флота в Америке. В политическом плане он, по-видимому, придерживался правых взглядов, хотя и не столь радикальных, как его дочь Анна. После того, как Анна была осуждена по статье за шпионаж в пользу нацистской Германии, дела у Н. А. Волкова пошатнулись. Он был вынужден оставить бизнес и переселился в деревню в предместье Лондона. Там он и скончался в 1954 г. Похоронили последнего императорского военно-морского агента на Бромптонском кладбище рядом с женой Верой Николаевной.

## Семья

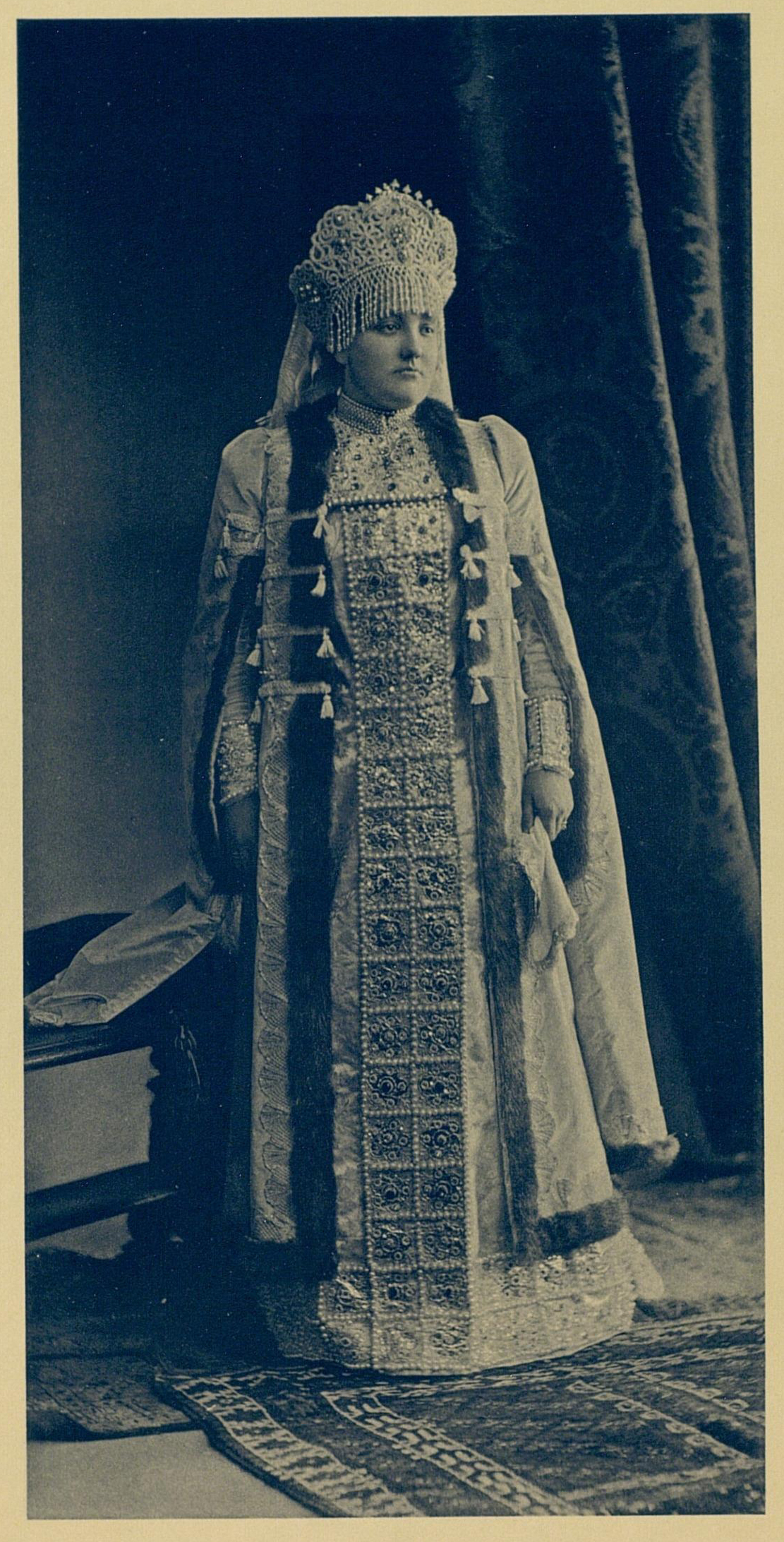
Жена Вера Николаевна Волкова на костюмированном балу 1903 года

Жена: Вера Николаевна Скалон (15 марта 1878, Санкт-Петербург — 28 ноября 1941, Лондон) — дочь Обер-гофмейстера двора Е.И.В., генерала от кавалерии Николая Антоновича Скалона;
- сын: Александр Николаевич (19(6).03.1901, Санкт-Петербург — 26.03.1977, Лондон);
- дочь: Анна Николаевна (17(4).10.1902, Санкт-Петербург — 2.08.1973, Испания);
- дочь: Александра Николаевна (18(5).10.1906, Санкт-Петербург — ?);
- дочь: Кира Николаевна (8.10(25.11).1910, Санкт-Петербург — ?).

## В культуре
Является валетом червей в колоде «Русский стиль», повторяющей костюмы участников придворного бала, состоявшегося в феврале 1903 года в Зимнем дворце.

## Награды
- Серебряная медаль в память царствования императора Александра Третьего (1896)
- Орден Святого Станислава 3-й степени (1898)
- Орден Священного Сокровища 5-й степени (Япония) (1899)
- Орден Льва и Солнца 3 степени (Персия) (1902)
- Орден Святого Станислава 2-й степени (1905)
- Орден Святой Анны 2-й степени (1908)
- Орден Двойного Дракона 1 класса 3 степени (Китай) (1910)
- Орден Церингенского льва командорского креста 2 степени (Баден) (1911)
- Орден Почетного Легиона офицерского креста (Франция) (1911)
- Орден Священного Сокровища 3-й степени (Япония) (1911)
- Орден Князя Даниила I 3 степени (Черногория) (1911)
- Знак в память 200-летнего юбилея Выборгской крепости (1911)
- Светло-бронзовая медаль в память 300-летия царствования дома Романовых (1913)
- Орден Святого Владимира 4-й степени (1913)
- Орден Святого Владимира 3-й степени (1915)
- Светло-бронзовая медаль в память 200-летия Гангутской победы (1915)
- Орден Почетного Легиона командорского креста (Франция) (1912)
- Орден Бани кавалерского креста (Великобритания) (1915)